# 加越能鉄道加越線
加越線（かえつせん）は、かつて富山県小矢部市の石動駅と同県東礪波郡庄川町（現在の砺波市）の庄川町駅を結んでいた鉄道路線。1972年9月16日に全線が廃止された。

## 路線データ
- 路線距離（営業キロ）：19.5km
- 軌間：1067mm
- 複線区間：なし（全線単線）
- 電化区間：なし（全線非電化）
- 閉塞方式：タブレット閉塞式（石動 - 福野間、高瀬神社 - 庄川町間）、票券閉塞式（福野 - 高瀬神社間）

## 歴史
砺波地方には1897年に中越鉄道（現城端線）が開通した。しかし、津沢町（現小矢部市津沢）や井波町（現南砺市）、青島村（現砺波市庄川町）などは鉄道から取り残された形となった。そこで、官設鉄道北陸線に接続したい津沢の人々と、中越鉄道に接続したい青島の人々が中心となって1912年に砺波鉄道が設立され、北陸線石動駅から中越鉄道福野駅を経由して青島に至る鉄道を建設することとなった。
1915年7月21日に福野駅 - 青島町駅（後の庄川町駅）間が開業。1919年に、金沢と福野を結ぶ目的で設立された金福鉄道を合併し、加越鉄道に改称した。「加越」は加賀国と越中国の頭文字をつなげたものであり、金福鉄道の計画を引き継いで金沢までの路線の敷設を目指しての命名であった。1922年に残りの石動駅 - 福野駅間が開業し、全線が開通した。
当初蒸気機関車を用いていたが、昭和に入ると合理化のため気動車導入を進めた。1931年2月10日付でガソリン動力併用認可を受け、ガソリンカー3両を導入。さらに1932年7月12日付で重油動力併用認可を受け、ディーゼルエンジンを搭載したディーゼルカーを1937年までに3両導入した。ディーゼルカーの採用では日本でも早い例の一つである。
1943年の交通大統合で富山地方鉄道（地鉄）に合併されて同社の加越線となり、1950年の加越能鉄道（現在の加越能バス）設立の際に同社に譲渡された。
庄川の小牧ダム建設のための資材運搬によって一時活況を呈したが、小牧ダムの建設が終わると、不況も加わって営業成績は悪化の一途をたどった。加越能鉄道は加越線の赤字の埋め合わせのために、1959年に親会社の地鉄から高岡軌道線の譲渡を受けている。その後も様々な合理化が行われたが、旅客輸送は1964年をピークに減少し、その後も沿線工場からの輸送がトラックに切り替わったことで業績が悪化した。最終的に小矢部川に架かる鉄橋の修繕に多額の費用が必要となったことが決め手となって、1972年9月15日をもって全線が廃止され（営業最終日には午後から無料開放された）、翌日よりバス化された。。余剰となった車両は関東鉄道に譲渡された。
加越線の廃線跡は廃線時の条件に基づき富山県に買い上げられ、現在はほぼ全線が自転車専用道路（富山県道370号富山庄川小矢部自転車道線のうち、小矢部市石動町 - 砺波市庄川町青島間）となっている。同道は自転車通学をする高校生も利用しており、安全確保の点から喜ばれている。ゴールデンウィークには、砺波地方の小学生が一堂に会してサイクリングロードを舞台に駅伝大会が開かれる。なお、2021年11月、南砺市八塚の県道をまたぐ加越線の高架橋が老朽化により撤去された。
また、同じく廃線に伴い、庄川町と井波町のアクセス改善のため、都市計画街路中央線（富山県道371号本町高木出線の一部）が建設された。
なお、富山県の私鉄路線のほとんどが電化されていた中で、加越線は最後まで非電化であった。非電化路線であることを活かして、1965年、名古屋鉄道から高山本線に乗り入れる準急「たかやま」が運行されることになった際、気動車である同列車を運転する名鉄運転士の養成が加越線で行われた。1970年、その「たかやま」が「北アルプス」と名前を変えて富山地方鉄道立山線立山駅まで延長運転されることになった際にも、地鉄運転士の実地講習が加越線で行われている。

### 年表
- 1912年（大正元年）
  - 9月9日 砺波軽便鉄道発起人に対し鉄道免許状下付（西砺波郡荒川村-東礪波郡青島村間）[12]。
  - 9月25日 砺波軽便鉄道株式会社創立[13]。
  - 11月15日 砺波鉄道株式会社設立[1][14]。
- 1915年（大正4年）7月21日 砺波鉄道 福野駅 - 青島町駅間 (6.7km) 開業[15]
- 1919年（大正8年）9月17日 砺波鉄道が金福鉄道[16]を合併し、加越鉄道に改称[17]
- 1922年（大正11年）7月22日 石動駅 - 福野駅間 (12.8km) 開業、全通[18]
- 1923年（大正12年）6月15日 鉄道免許状下付（東礪波郡青島町-同郡大田村間）[19]
- 1924年（大正13年）6月3日 鉄道免許失効（1923年6月15日免許 東礪波郡青島町-同郡大田村間指定ノ期限マテニ工事施工認可申請ヲ為ササルタメ）[20]
- 1926年（大正15年）8月15日 安居寺口駅開業[21]
- 1929年-1930年 安居寺口駅を柴田屋駅に改称[22]
- 1931年（昭和6年）3月5日 内燃動力併用開始
- 1933年（昭和8年）5月15日 本江駅開業[22]
- 1934年（昭和9年）
  - 7月1日 四日町駅開業[22]
  - 12月1日 東山見駅開業[22]
- 1935年（昭和10年）5月10日 焼野駅開業[22]
- 1940年-1942年 高瀬村駅を高瀬神社駅に改称[22]
- 1943年（昭和18年）1月1日 富山地方鉄道に合併、同社の加越線となる
- 1944年（昭和19年）5月18日 焼野駅、東山見駅廃止[22]
- 1947年（昭和22年）6月1日 全線にて木炭カーの運行を開始[23]
- 1950年（昭和25年）10月23日 加越能鉄道に譲渡され、同社の加越線となる
- 1951年（昭和26年）
  - 10月20日 東山見駅再開業[24]
  - 12月15日 鉄道免許（青島町-小牧間）[25][26]
- 1954年（昭和29年）5月10日 鉄道免許（富山-金沢間）[25]
- 1955年（昭和30年）
  - 南石動駅開業[24]
  - 1月1日 青島町駅を庄川町駅に改称[22]
  - 1月12日 庄川町駅構内の機関庫で火災が発生。気動車1両が焼失[27]
- 1957年（昭和32年）1月26日 庄川町駅構内の機関庫で火災が発生。機関車1両気動車2両が焼失[27]
- 1969年（昭和44年）4月1日 野尻駅開業、焼野駅再開業[22]
- 1972年（昭和47年）
  - 9月1日 運輸審議会が加越線の全線廃止を認可[28]。
  - 9月11日 加越線廃止でバス代替に関し、富山県、沿線市町村、加越能鉄道の3社が合意し、富山県庁で協定書に調印する[29]。
  - 9月16日 全線廃止[8]

## 駅一覧
駅名および所在地、接続路線の事業者名は加越線廃止時点のもの。全駅富山県に所在。 
凡例
交換設備 … ◇・◆：交換可（◆は1966年9月まで）、｜：交換不可
出典：駅名・キロ程、駅員配置
| 駅名       | 駅間キロ | 営業キロ | 接続路線               | 交換設備 | 駅員配置 | 所在地                       |
| ---------- | -------- | -------- | ---------------------- | -------- | -------- | ---------------------------- |
| 石動駅     | -        | 0.0      | 日本国有鉄道：北陸本線 | ｜       | ◯        | 小矢部市                     |
| 南石動駅   | 1.6      | 1.6      |                        | ｜       |          | 小矢部市                     |
| 四日町駅   | 1.0      | 2.6      |                        | ｜       |          | 小矢部市                     |
| 薮波駅     | 2.0      | 4.6      |                        | ◇        | ◯        | 小矢部市                     |
| 津沢駅     | 2.7      | 7.3      | 加越能鉄道新線（未成） | ◆        | ◯        | 小矢部市                     |
| 本江駅     | 1.6      | 8.9      |                        | ｜       |          | 東礪波郡福野町（現・南砺市） |
| 野尻駅     | 1.0      | 9.9      |                        | ｜       |          | 東礪波郡福野町（現・南砺市） |
| 柴田屋駅   | 1.0      | 10.9     |                        | ◆        | ◯        | 東礪波郡福野町（現・南砺市） |
| 福野駅     | 1.9      | 12.8     | 日本国有鉄道：城端線   | ◇        | ◯        | 東礪波郡福野町（現・南砺市） |
| 焼野駅     | 1.7      | 14.5     |                        | ｜       |          | 東礪波郡福野町（現・南砺市） |
| 高瀬神社駅 | 1.2      | 15.7     |                        | ◇        | ◯        | 東礪波郡井波町（現・南砺市） |
| 井波駅     | 1.9      | 17.6     |                        | ◆        | ◯        | 東礪波郡井波町（現・南砺市） |
| 東山見駅   | 1.0      | 18.6     |                        | ｜       |          | 東礪波郡庄川町（現・砺波市） |
| 庄川町駅   | 0.9      | 19.5     |                        | ｜       | ◯        | 東礪波郡庄川町（現・砺波市） |

- 柴田屋駅は開業時「安居寺口駅」、高瀬神社駅は開業時「高瀬村駅」、庄川町駅は開業時「青島町駅」という名称だった[22]。
- 福野駅の石動側で城端線を乗り越えていた跨線橋は現在も残っている。
- 旧井波駅は木造寺院風建築の駅舎で、登録有形文化財に登録されており、現在は物産展示館兼バス待合室として使用されている。

## 輸送・収支実績
| 年度 | 輸送人員（人） | 貨物量（トン） | 営業収入（円） | 営業費（円） | 営業益金（円） | その他益金（円）  | その他損金（円）               | 支払利子（円） | 政府補助金（円） |
| ---- | -------------- | -------------- | -------------- | ------------ | -------------- | ----------------- | ------------------------------ | -------------- | ---------------- |
| 1916 | 92,776         | 7,351          | 9,651          | 11,936       | ▲ 2,285        |                   | 雑損金4,351                    | 7,001          |                  |
| 1917 | 115,804        | 11,033         | 13,755         | 20,896       | ▲ 7,141        |                   | 失権株未納その他整理損失36,592 | 6,919          |                  |
| 1918 | 175,388        | 14,533         | 25,628         | 31,392       | ▲ 5,764        |                   | 車両売却金差損金7,621          | 8,141          |                  |
| 1919 | 190,719        | 20,024         | 32,877         | 46,652       | ▲ 13,775       | 減資差益金150,000 | 差損金及損失補填整理金13,296   | 9,699          | 24,748           |
| 1920 | 187,923        | 21,984         | 40,682         | 40,580       | 102            |                   | 借入金利子及未決算充当金1,500  | 1,993          | 16,634           |
| 1921 | 236,628        | 18,283         | 47,805         | 36,769       | 11,036         |                   |                                |                |                  |
| 1922 | 265,570        | 21,564         | 69,727         | 48,957       | 20,770         |                   |                                |                |                  |
| 1923 | 378,743        | 28,596         | 101,080        | 83,009       | 18,071         | 18,570            | 36,603                         | 31,544         | 60,119           |
| 1924 | 471,997        | 29,857         | 129,058        | 88,061       | 40,997         |                   | 雑損金28,285                   | 129,329        | 63,401           |
| 1925 | 532,762        | 57,267         | 157,446        | 110,404      | 47,042         |                   | 雑損7,296                      | 80,611         | 45,432           |
| 1926 | 567,520        | 54,823         | 165,643        | 86,054       | 79,589         |                   | 雑損6,599                      | 67,622         | 15,197           |
| 1927 | 585,729        | 77,509         | 171,524        | 84,464       | 87,060         |                   | 雑損7,808                      | 74,550         |                  |
| 1928 | 604,885        | 83,512         | 189,851        | 92,026       | 97,825         |                   | 雑損16,818                     | 70,881         |                  |
| 1929 | 576,023        | 41,360         | 148,978        | 75,565       | 73,413         |                   | 雑損56,733                     | 54,557         | 38,497           |
| 1930 | 575,607        | 34,960         | 142,356        | 103,088      | 39,268         |                   | 雑損29,714                     | 42,836         | 48,431           |
| 1931 | 571,645        | 54,882         | 308,014        | 90,956       | 217,058        |                   | 雑損47,889償却金107,439        | 30,958         | 43,474           |
| 1932 | 508,265        | 35,772         | 130,264        | 80,391       | 49,873         |                   | 雑損償却金34,089               | 28,136         | 12,668           |
| 1933 | 539,376        | 43,180         | 140,754        | 74,386       | 66,368         |                   | 雑損償却31,369                 | 24,903         |                  |
| 1934 | 627,158        | 45,243         | 147,943        | 75,123       | 72,820         |                   | 雑損償却金32,106               | 21,534         |                  |
| 1935 | 658,080        | 41,807         | 141,686        | 84,752       | 56,934         |                   | 償却金21,800                   | 17,839         |                  |
| 1936 | 652,094        | 41,510         | 142,777        | 77,716       | 65,061         |                   | 雑損償却金24,000               | 15,334         |                  |
| 1937 | 741,770        | 39,453         | 155,585        | 90,231       | 65,354         |                   | 雑損償却金34,821               | 13,610         |                  |

- 鉄道院鉄道統計資料、鉄道省鉄道統計資料、鉄道統計資料、鉄道統計

## 車両

### 気動車
加越能鉄道となってからの形式名は、元ガソリンカーのキハ1形を除き、親会社の富山地方鉄道がモーター出力の馬力換算値を形式に用いたことに倣って、エンジン出力を形式と関連づけている。初期は富山地鉄並みに百の位以上に馬力を当てはめ4ケタ・5ケタのインフレ気味なナンバーを使ったが、保有車両が少ない会社でインフレナンバーを使っても煩雑なため、キハ125・126以降はエンジン馬力数値そのままの3ケタとし、下1ケタを通し番号に用いるようになった。
なお、庄川町機関区は1955年1月12日と1957年1月26日の2度に渡って火災に遭い、一部車両が焼失している。
キハ1・2・3
加越鉄道時代の1931年日本車輌本店製。当初アメリカ製ウォーケシャエンジンを搭載したガソリンカーで、戦時中は木炭燃料化。戦後キハ1は無動力になってハフ31号客車となる。キハ2・3は日野DS10形ディーゼルエンジン搭載でディーゼルカーとなったが、キハ2は1955年の車庫火災で焼失した。ほか2両も1964年までに廃車された。
キハ11（→キハ7751）
1932年日本車輌製。鹿島参宮鉄道キハ40401（旧芸備鉄道キハユ16）と同型車体だが、メルセデス・ベンツOM-5S形ディーゼルエンジン (78PS) を搭載した、日本でも初期のディーゼルカーの一つ。戦時中はディーゼル機関に木炭燃料が使えないため客車代用になっていた。戦後には日野DA54Aディーゼルエンジンに換装された。1969年廃車。
キハ12・13（→キハ11052・11053）
1937年日本車輌製のディーゼルカー。正面二枚窓のスタイルで、戦前の私鉄向けとしては大型の16m半流線型車。国産の日立製作所649-R1形・100PSディーゼルエンジンを搭載した意欲作だったが、戦時中は客車代用になっていた。戦後11053は1957年の車庫火災で焼失した。残った11052は日野DA54Aエンジンに換装されたが、1969年廃車。
（キハ11055）
元・国鉄キハ41038である有田鉄道キハ205を引き取り、キハ11055とする予定だったが、運用開始前の1957年の火災で焼失した。
キハ15001
1953年輸送機工業製の18m級半鋼製機械式気動車。エンジンや変速機は同時期の国鉄キハ42500形(後のキハ07形)並の150PS車であるが、当時立案されていた富山-金沢間電化新線計画を見越し、電車化改造を考慮しながら1両のみ気動車として先行製造された珍車である。同時期の富山地方鉄道の電車群に酷似したスタイル・構造を備え、電車用で乗り心地は良いが鋳鋼製で重量の嵩む住友金属FS-13台車を使うなど、軽量化を度外視した設計だった。このため空車でも30t近い過大重量となり、駆動系過負荷でクラッチ摩耗やプロペラシャフト破損、歯車破損などの重大トラブルが続出した。現場職員からは過負荷緩和策としてTC-2液体変速機を装備する液体式化の要望がなされたが、最後まで実現しなかった。運転も整備も難渋が多く、乗務員・整備員から嫌われた札付きの欠陥車で、電化新線計画頓挫のため電車化も実現せず、早期に予備車になった後、1969年に早期廃車となった。
キハ125・126
1957年東急車輛製造製。1957年の車庫火災による焼失車補充のために急遽増備されたもので、1954年に同じメーカーで製造されていた東武鉄道キハ2000形とほぼ同型。DMF13形(120PS)搭載、正面を湘南型2枚窓、側窓をバス窓とした16m級車体と、短いホイールベースの菱枠形台車とを備えた軽快な中型気動車である。加越線初の液体式気動車で、名古屋鉄道運転士の液体式気動車運転研修にも使われた経歴がある。廃止後は関東鉄道キハ431・432となり、鉾田線に所属。鉾田線が鹿島鉄道線となった後も、2007年に同線が廃止されるまで運用された。廃止後は2両とも保存されており、加越線車両「最後の生き残り」となっている。
キハ187
1963年に1両のみ製造された両運転台・片開き3扉車体のオリジナル車。加越線最後の新造車である。正面二枚窓の直線的で素っ気ないデザインだった。走行装置は国鉄キハ20と同等の液体式車。路線廃止後は関東鉄道に譲渡されキハ721となった。
キハ173
1952年製の元国鉄キハ07106。国鉄では1966年に廃車され、1968年に加越線に入線。製造時の原型を比較的保っていた。加越線廃止後は関東鉄道キハ707となった。
キハ162
元江若鉄道キハ5124で、1969年の江若鉄道線廃止に伴い、状態の良くない在来車の代替として転入。1936年製の国鉄キハ07（キハ42023→42202→42523→07 24、1964年に江若鉄道払下）に江若で大改造を重ねたもの。種車の丸みを帯びた前面は失われ、のっぺりとした貫通扉付きの前面となり、左右の窓上に2灯のシールドビームが取り付けられていた。塗装は江若時代のままであったが、加越線での運用写真には、全体に清掃が行き届かず、車体全体が油煙で煤けて酷く汚れた廃線間際の現場実態を象徴する記録が多く残されている。加越線廃止後は関東鉄道に譲渡されてキハ551となった。

### 蒸気機関車
- 1・2 - 砺波鉄道開業に際して用意されたドイツのコッペル製のタンク式蒸気機関車。のちに2は金名鉄道に譲渡された。
- 3 - 1923年に国鉄より払下げられたドイツのアーノルト・ユンク社製のタンク式蒸気機関車。元は福野で接続していた中越鉄道6号である。詳細は国鉄1025形蒸気機関車を参照
- 4 - 1と同じコッペル製のタンク式蒸気機関車。加越能鉄道になり3131号と改番される。詳細は国鉄1215形蒸気機関車#加越鉄道を参照。

### 客車
砺波、加越鉄道時代の客車は木製2軸客車10両と鋼製ボギー客車2両（ナハフ101・102）を保有していたが内燃動車の増備にともない廃車していき1940年にボギー客車2両を阪神急行電鉄に売却したことにより客車は淘汰され、旅客輸送は内燃動車のみとなった。燃料難であった戦中戦後も、内燃動車を客車代用として使用することで客車増備は行っていない。
- 開業にあたり二三等合造客車イ1・2、三等客車ロ1-4、三等緩急車ロブ1・2の計8両を実製作所（東京）[30]が製作[31]。
- 1924年に国鉄よりハ2478・2480が払下げられロ5・6となる[31]。
- 1929年に日本車輌製造で17m級の半鋼製客車ナハフ101・102を製作[32]
- 1935年イ1・2、ロ1-3・5・6、ロブ1が廃車[31][33]。
- 1940年ナハフ101・102を阪神急行電鉄に売却。2両は阪急自社による大改造で通勤電車化され、96形電車として1960年代まで運用された。

### 車両数の変遷
| 年度      | 機関車 | 内燃動車 | 客車 | 貨車 | 貨車 |
| 年度      | 機関車 | 内燃動車 | 客車 | 有蓋 | 無蓋 |
| --------- | ------ | -------- | ---- | ---- | ---- |
| 1916-1922 | 2      |          | 8    | 10   | 20   |
| 1923      | 3      |          | 8    | 10   | 20   |
| 1924-1925 | 3      |          | 10   | 10   | 20   |
| 1926-1928 | 4      |          | 10   | 11   | 19   |
| 1929      | 4      |          | 12   | 11   | 19   |
| 1930      | 4      | 1        | 8    | 11   | 19   |
| 1931      | 4      | 3        | 10   | 11   | 19   |
| 1932-1933 | 4      | 4        | 10   | 11   | 19   |
| 1934      | 4      | 4        | 2    | 11   | 19   |
| 1935-1936 | 3      | 4        | 2    | 11   | 19   |
| 1937      | 3      | 6        | 2    | 11   | 19   |

- 鉄道院鉄道統計資料、鉄道省鉄道統計資料、鉄道統計資料、鉄道統計各年度版